# Vilar Reconco
Vilar Reconco (en gallego y oficialmente, Vilar de Reconco) es una aldea del municipio de Lousame en la provincia de La Coruña, España. Está situada en la parroquia de Santa Eulalia de Vilacoba al sureste del municipio. 
En 2021 tenía una población de 35 habitantes (17 hombres y 18 mujeres). Está situada a 279 metros sobre el nivel del mar a 9 km de la cabecera municipal. Las localidades más cercanas son Vilacova, Aguieira, Froxán y Afeosa.